# گریس، شهرستان همپشایر، ویرجینیای غربی
گریس (به انگلیسی: Grace) یک منطقهٔ مسکونی در ایالات متحده آمریکا است که در شهرستان همپشر، ویرجینیای غربی واقع شده‌است.